# Ilhéu dos Mosteiros
Ilhéu dos Mosteiros (« îlot des monastères ») est un îlot inhabité situé dans le golfe de Guinée et faisant partie de Sao Tomé-et-Principe. Il se trouve à environ 0,8 km de la côte nord-est de l'île de Principe. Il fait 20 mètres de haut et fait partie de la Réserve de biosphère de l'île de Principe créée en 2012.